# 高砂諏訪橋

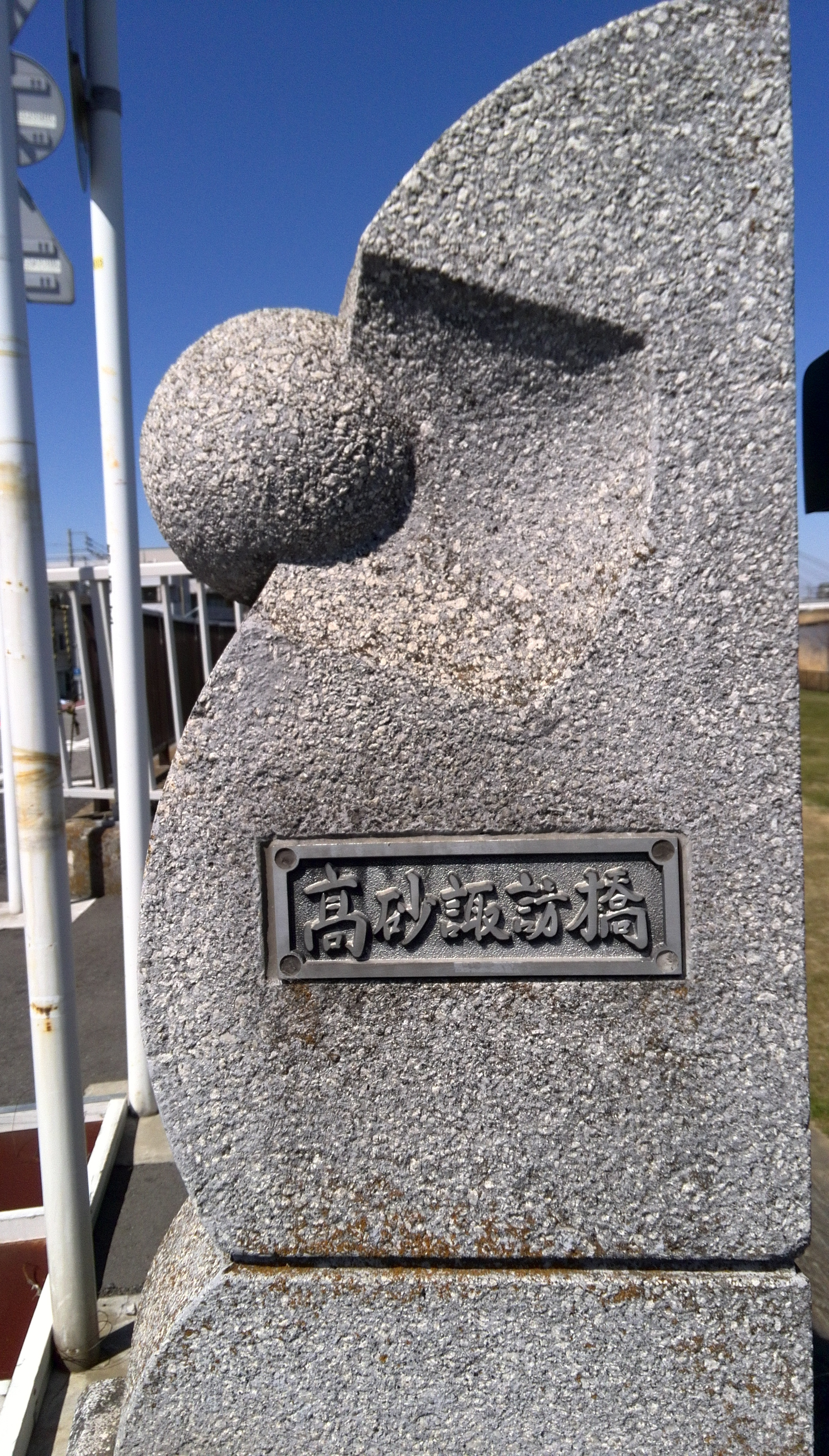
高砂諏訪橋

高砂諏訪橋（たかさごすわばし）は、新中川の最上流部に架かる橋のひとつで、東岸の東京都葛飾区高砂二丁目と西岸の高砂一丁目を結ぶ。

## 歴史
1961年（昭和36年）3月 新中川掘削工事に伴い架橋される。その後、下流側に長さ137.55 mの高砂諏訪橋人道橋が1978年（昭和53年）に設置され、人車分離された。

## 諸元
- 形式 – 7径間上路鋼鈑桁橋
- 橋長 – 135 m[1]
- 幅員 – 4.5 m（車道）
- 管理 – 葛飾区

## 架け替え計画
橋を管理する葛飾区は、安全性と快適性を兼ね備えた橋への架け替えを検討するため「新中川橋梁架け替え計画事業」を平成20年度に策定した。初年度は、架け替え計画を検討・策定するための現況調査等を実施する。

## 周辺

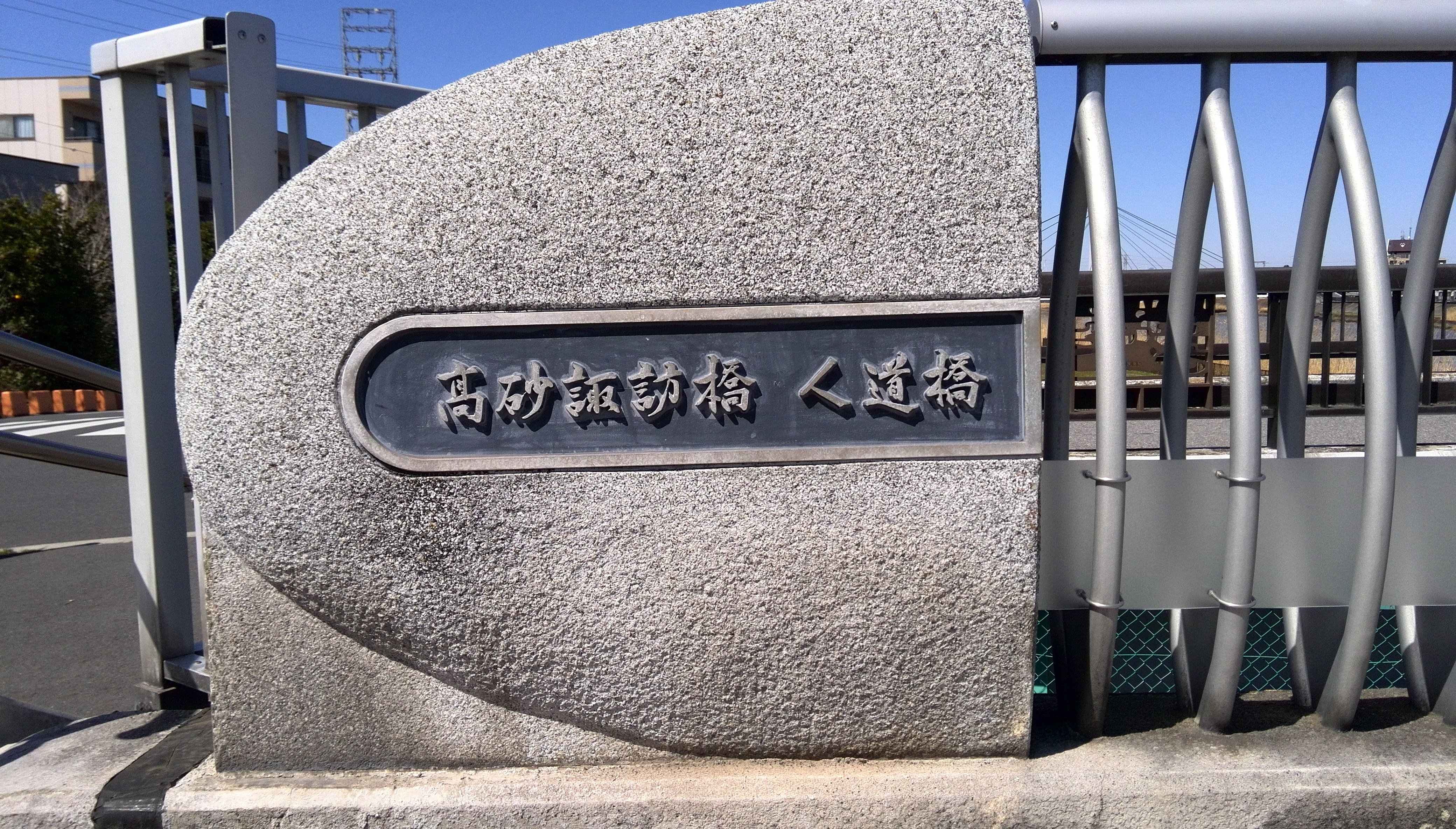
高砂諏訪橋人道橋

- 環七通り
- 青砥駅
- 京成高砂駅
- JR新金線
- 新中川通水記念公園

## 隣の橋
- 新中川

（上流） - 中川分水点 - 高砂諏訪橋 - 細田橋 - 三和橋 - （下流）